# Bill Carson
William Joseph Carson, dit Bill Carson (né le 25 novembre 1900 à Bracebridge, dans la province de l'Ontario au Canada - 29 mai 1967) est un joueur professionnel canadien de hockey sur glace,.

## Carrière de joueur
Il fait ses études universitaires avant de devenir joueur professionnel. Il étudie alors à l'Université de Toronto où il joue avec le club de hockey de l'institution. Il aide son club à remporter un titre de la Coupe Allan en 1921. Il débute qu'en 1926-1927 sa carrière chez les pros. Il rejoint les nouvellement nommés Maple Leafs de Toronto.
Il y connait quelques bonnes saisons avant de passer aux mains des Bruins de Boston avec lesquels il remporte la Coupe Stanley, la première de la franchise, en 1929. Il joue une autre saison à Boston avant de joindre les rangs des Eagles de New Haven pour y terminer sa carrière. Après sa carrière, il devient dentiste à la suite de son diplôme obtenu plus tôt à l'université.

## Statistiques
| Saison     | Équipe                 | Ligue       |     | Saison régulière | Saison régulière | Saison régulière | Saison régulière | Saison régulière |   | Séries éliminatoires | Séries éliminatoires | Séries éliminatoires | Séries éliminatoires | Séries éliminatoires |
| Saison     | Équipe                 | Ligue       | PJ  | B                | A                | Pts              | Pun              | PJ               | B | A                    | Pts                  | Pun                  |                      |                      |
| 1919-1920  | Université de Toronto  | OHA Sr.     | 3   | 6                | 1                | 7                | -                | -                | - | -                    | -                    | -                    |                      |                      |
| 1919-1920  | Université de Toronto  | Coupe Allan | -   | -                | -                | -                | -                | 6                | 9 | 4                    | 13                   | -                    |                      |                      |
| 1920-1921  | Université de Toronto  | OHA Sr.     | 10  | 13               | 3                | 16               | -                | -                | - | -                    | -                    | -                    |                      |                      |
| 1920-1921  | Université de Toronto  | Coupe Allan | -   | -                | -                | -                | -                | 3                | 2 | 0                    | 2                    | -                    |                      |                      |
| 1921-1922  | Université de Toronto  | OHA Sr.     | 9   | 15               | 3                | 18               | -                | -                | - | -                    | -                    | -                    |                      |                      |
| 1922-1923  | Université de Toronto  | OHA Sr.     | 11  | 8                | 10               | 18               | -                | -                | - | -                    | -                    | -                    |                      |                      |
| 1923-1924  | Peach Kings de Grimsby | OHA Sr.     |     |                  |                  |                  |                  |                  |   |                      |                      |                      |                      |                      |
| 1923-1924  | Granites de Toronto    | Exib.       | 5   | 9                | 2                | 11               | -                | -                | - | -                    | -                    | -                    |                      |                      |
| 1924-1925  | Indians de Stratford   | OHA Sr.     | 20  | 29               | 8                | 37               | 41               | 2                | 0 | 2                    | 2                    | 3                    |                      |                      |
| 1925-1926  | Indians de Stratford   | OHA Sr.     | 17  | 19               | 3                | 22               | 23               | -                | - | -                    | -                    | -                    |                      |                      |
| 1926-1927  | Maple Leafs de Toronto | LNH         | 40  | 16               | 6                | 22               | 41               | -                | - | -                    | -                    | -                    |                      |                      |
| 1927-1928  | Maple Leafs de Toronto | LNH         | 32  | 20               | 6                | 26               | 36               | -                | - | -                    | -                    | -                    |                      |                      |
| 1928-1929  | Maple Leafs de Toronto | LNH         | 24  | 7                | 6                | 13               | 45               | -                | - | -                    | -                    | -                    |                      |                      |
| 1928-1929  | Bruins de Boston       | LNH         | 19  | 4                | 2                | 6                | 10               | 5                | 2 | 0                    | 2                    | 8                    |                      |                      |
| 1929-1930  | Bruins de Boston       | LNH         | 44  | 7                | 4                | 11               | 24               | 6                | 1 | 0                    | 1                    | 6                    |                      |                      |
| 1933-1934  | Eagles de New Haven    | Can-Am      | 0   | 7                | 4                | 11               | 6                | -                | - | -                    | -                    | -                    |                      |                      |
| Totaux LNH | Totaux LNH             | Totaux LNH  | 159 | 54               | 24               | 78               | 156              | 11               | 3 | 0                    | 3                    | 14                   |                      |                      |

## Trophées et honneurs personnels
- OHA Sr.
  - 1920, 1922 et 1923 : nommé dans la 2e équipe d'étoiles
  - 1921 : nommé dans la 1re équipe d'étoiles
- Coupe Allan
  - 1921 : remporte la Coupe Allan avec l'Université de Toronto
- Ligue nationale de hockey
  - 1929 : remporte la Coupe Stanley avec les Bruins de Boston

## Parenté dans le sport
- Frère des joueurs Frank et Gerry Carson.